# Hávarðar saga Ísfirðings
L'Hávarðar saga Ísfirðings (che in italiano significa Saga di Hávarðr di Ísafjörðr) è una saga degli Islandesi scritta in norreno in Islanda intorno al XIII-XIV secolo. L'editore moderno dell'Hávarðar saga Ísfirðings la cui versione è presa da tutti convenzionalmente come standard è l'Íslenzk Fornrít.

## Traduzioni
- The Saga of Havard of Isafjord. Translated by Fredrik J. Heinemann. In: Viðar Hreinsson (General Editor): The Complete Sagas of Icelanders including 49 Tales. Reykjavík: Leifur Eiríksson Publishing, 1997. Volume V, pp. 313-347. ISBN 9979-9293-5-9.